# Сунджон (ван Корьо)
Сунджон (кор. 순종, 順宗, Sunjong, Sunjong); ім'я при народженні Ван Хун (кор. 왕훈, 王勳, Wang Hun, Wang Hun; 28 грудня 1047 — 5 грудня 1083) — корейський правитель, дванадцятий володар Корьо.
Був старшим сином і спадкоємцем вана Мунджона. 1054 року Сунджона було проголошено спадкоємцем престолу, який він зайняв після смерті батька у вересні 1083. Втім уже за три місяці він помер, після чого на трон зійшов молодший брат Сунджона, Сонджон.